# Sarcus
 Sarcus  ist eine französische Gemeinde mit 270 Einwohnern (Stand 1. Januar 2022) im Département Oise in der Region Hauts-de-France. Sie gehört zum Arrondissement Beauvais und zum Kanton Grandvilliers.

## Lage
Die Gemeinde Sarcus liegt im Nordwesten des Départements Oise an der Grenze zum Département Somme, 36 Kilometer südwestlich von Amiens. Ortsteile von Sarcus sind: La Basse-Bucaille und La Haute-Bucaille, Grasse und Haleine im Westen (teilweise), La Chaussée, Le Moulin de Sarnois, Le Petit-Sarcus, Le Moulin-Taillefer (heute verlassen), La Viéville oder Viéville (Friedhof) sowie Hayon und Le Wallon im Südosten. Nachbargemeinden von Sarcus sind Hescamps im Norden, Élencourt im Nordosten, Sarnois im Osten, Grandvilliers im Südosten, Brombos und Feuquières im Süden, Broquiers im Südwesten, Moliens im Westen sowie Saint-Thibault im Nordwesten.

## Geschichte
Ursprünglich lag Sarcus rund um eine hölzerne Motte im Ortsteil La Viefville. Ende des 12. Jahrhunderts wurde die hölzerne durch eine steinerne Anlage weniger als einen Kilometer entfernt ersetzt und der Ort entsprechend an seinen heutigen Platz verlegt. Der alte Standort trägt seitdem den Namen La Viéville = vieille ville (alte Stadt).

## Bevölkerungsentwicklung
| Jahr                       | 1962 | 1968 | 1975 | 1982 | 1990 | 1999 | 2006 | 2014 | 2021 |
| Einwohner                  | 351  | 274  | 272  | 200  | 212  | 260  | 258  | 267  | 266  |
| Quellen: Cassini und INSEE |      |      |      |      |      |      |      |      |      |

## Sehenswürdigkeiten
- Kirche Saint-Pierre-Saint-Paul mit Taufbecken aus dem 16. Jahrhundert
- Kapelle Notre-Dame de La Viéville
- Schloss aus dem 19. Jahrhundert
- Wasserturm

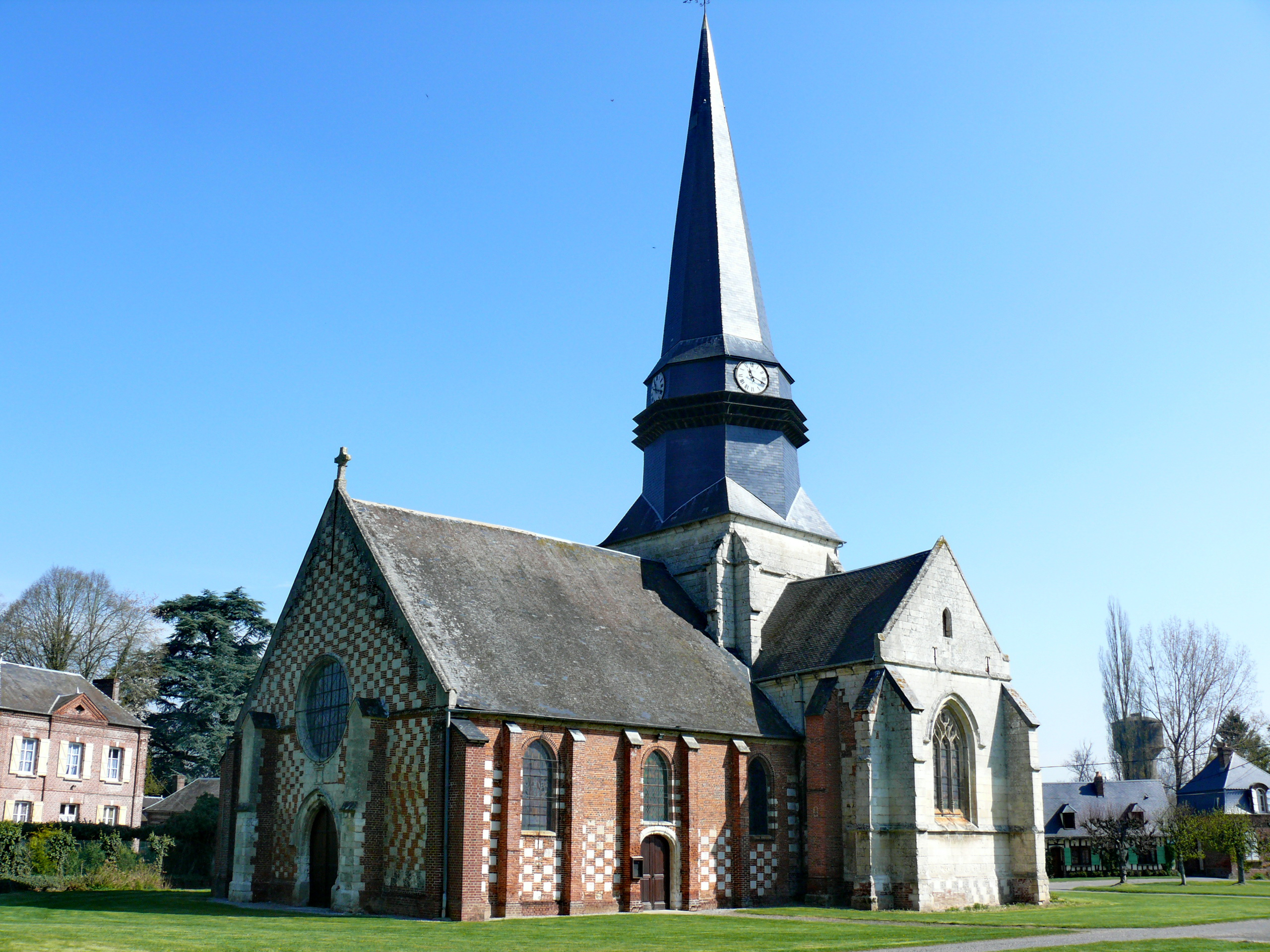
Saint-Pierre-Saint-Paul
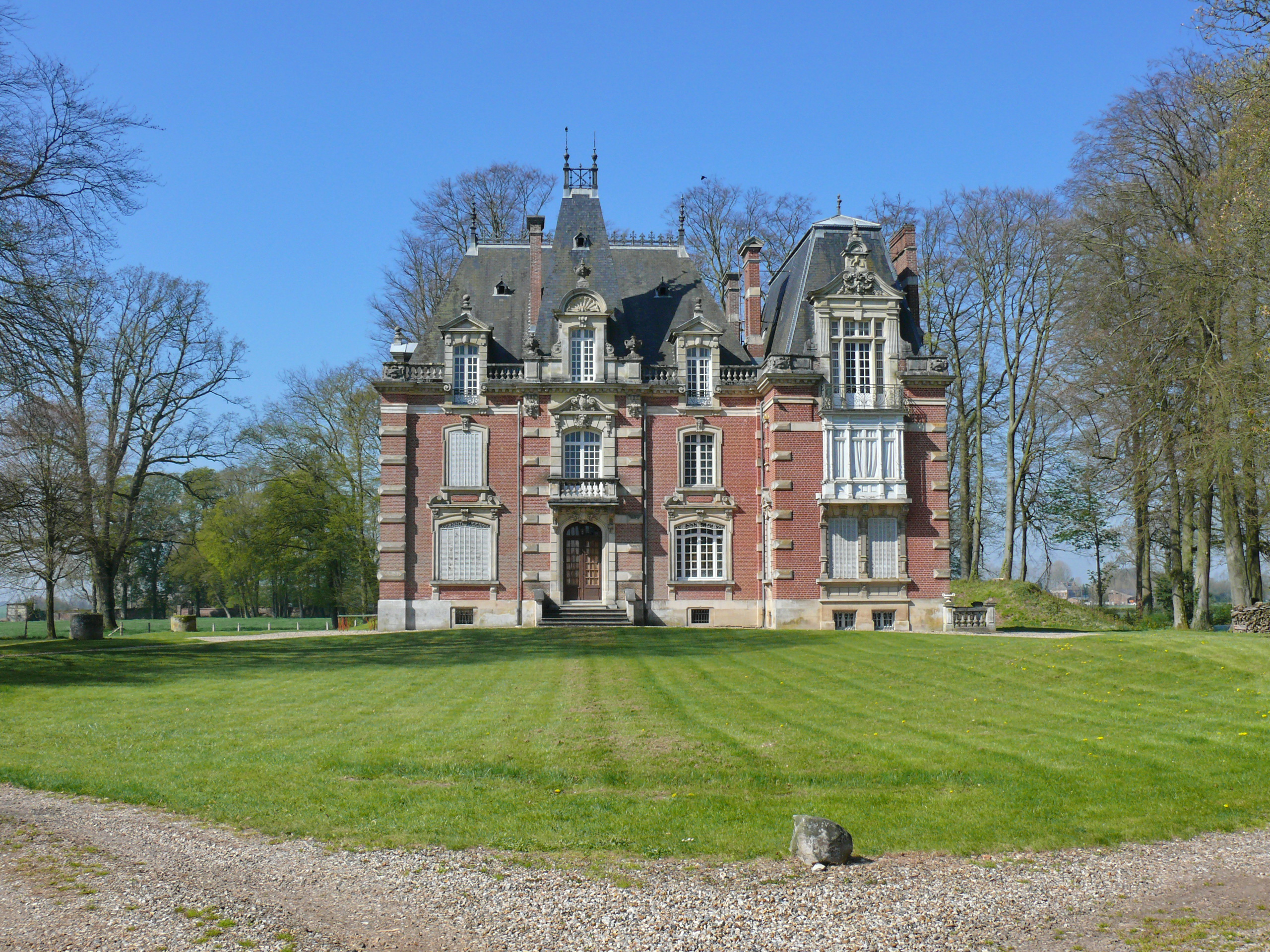
Schloss
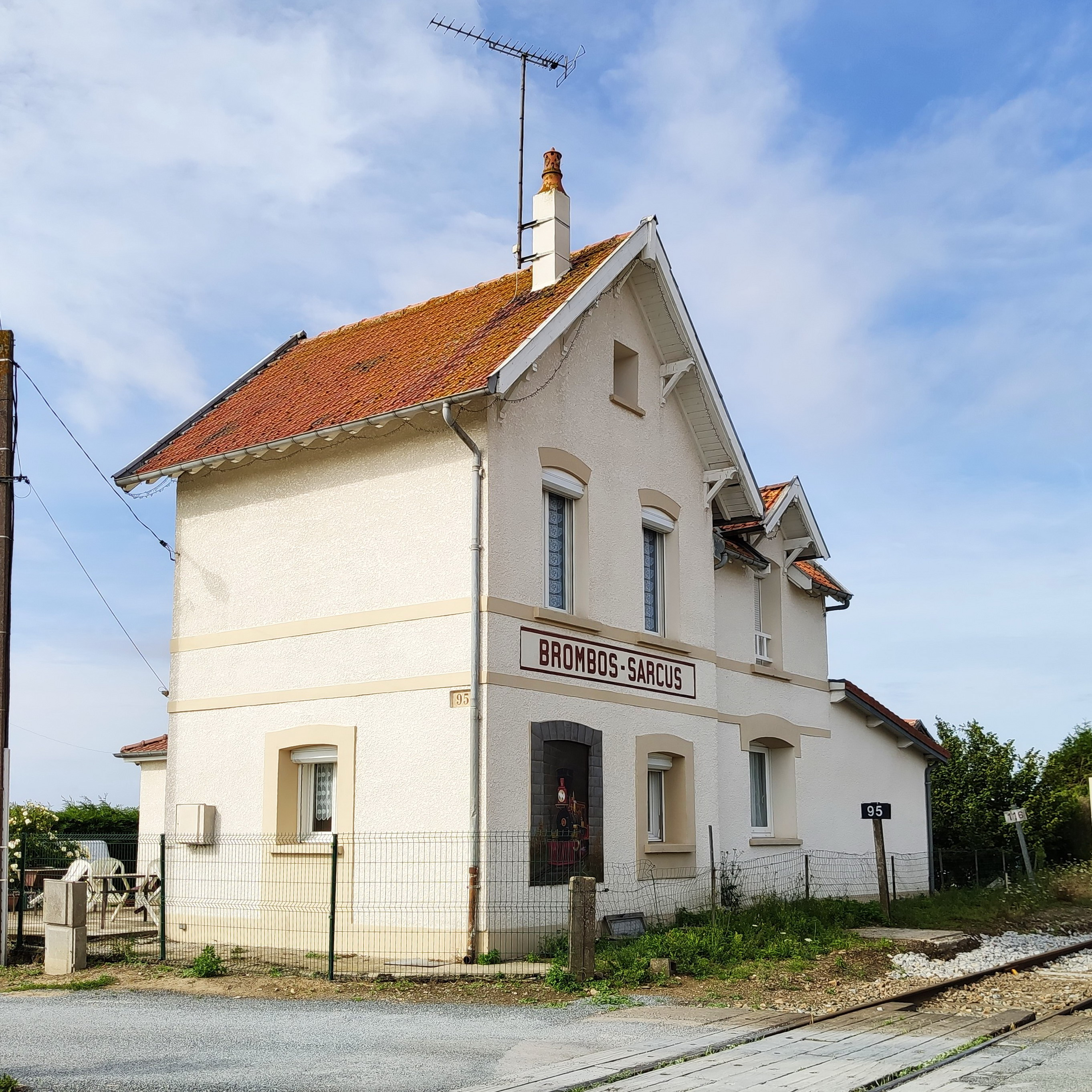
Ehemaliger Bahnhof Brombos-Sarcus